# Samorog (drama)
Ta stran opisuje dramo Gregorja Strniše. Za ostale pomene glej Samorog (razločitev).
Samorog je poetična drama Gregorja Strniše iz leta 1967.

## Vsebina
Zgodba se dogaja v neopredeljenem srednjeveškem mestu od jutra do večera, ki ga po legendi straži samorog. Njegov ustanovitelj je bil Henrik Sekira, ki je samorogu odsekal glavo, zato je njegov rod preklet. Mesto oblega sovražnik Berengar. V mestu živita potomki bogate družine Axtlingov, dvojčici Margarita in blazna Uršula. V mestu se pojavita najemniški vojak Wolf in špilman ter tat Dizma, ki nameravata ukrasti zaklad hiše Axtling. V slednjem krčmar Pincus in Uršula prepoznata umetnika, ki je nekoč na njihovi hiši naredil barvasto okno z motivom samoroga, nato pa je odšel iz mesta. Ljudje so govorili, da ga je zastrupilo neko dekle in da se je v gozdu obesil. V obkoljenem mestu si skuša sodnik Bertram pridobiti pametno devico Margarito Axtling.
V drami je čutiti Strniševo filozofijo, ki razkriva spopad med dobrim in zlim oz. med lažjo in resnico.
Po drami je skladatelj Pavel Šivic napisal istoimensko opero.